# أولاد ازغيدة لمعاكلة (السوق السبت)
أولاد ازغيدة لمعاكلة هو دُوَّار يقع بجماعة بني يخلف، إقليم خريبكة، جهة بني ملال خنيفرة في المملكة المغربية. ينتمي الدوّار لمشيخة السوق السبت التي تضم دوارين. يقدر عدد سكانه بـ 1058 نسمة حسب الإحصاء الرسمي للسكان والسكنى لسنة 2004.

## روابط خارجية
- البوابة الوطنية للجماعات الترابية
- المندوبية السامية للتخطيط